# 楊劍平
楊劍平（1946年5月—2019年7月），籍貫湖北，綽號「楊站長」，早年被稱為「小楊」，台灣黑社會組織竹聯幫的幫派成員，普遍被認為在1960-1970年代間，帶領羽翼未豐的竹聯幫從校園幫派走向街頭幫派的指標性領導者。
2019年7月逝世，同月28日於臺北市立第一殯儀館景行廳舉辦告別式。

## 生平
楊劍平為竹聯幫創幫成員之一，在1960年代間擔任「掌法」職務，成為竹聯幫當時的領頭老大之一。楊劍平出生於軍人家庭，父親時任臺灣警備總部南警部司令少將，相較同時期成員，是少數家中經濟較為寬裕的成員，時常為幫內成員出頭而備受尊崇。
1962年間，臺北市最大規模的外省幫派四海幫被政府當局強制勒令解散，竹聯幫趁勢打壓奪取四海幫地盤，楊劍平與陳啟禮等人逐漸在此時展露頭角。
1964年間，竹聯幫逐漸擴張成員人數已達500人，以楊劍平為首組織「竹聯遠征軍」征伐各區幫派，並且於西門町吸收四名女性成員成立女子黑幫「竹聯十三妹」被視為創舉。因集結在楊劍平旗下的勢力眾多，因此有了「楊站長」的稱謂，也被視為是竹聯幫當代的領導人物及奠基者。
1965年8月，因竹聯幫成員受到三環幫成員欺壓，由「楊站長」楊劍平率領竹聯幫成員李文凱、郭彭、甘來、葛作明、梁雲麟、林立言、郭難等人，攜帶武士刀、指揮刀、斧頭、長矛等武器，分別搭乘兩部計乘車於臺北市中正區福州街、重慶南路等地，展開復仇行動追殺三環幫成員，造成三環幫成員多人輕重傷。因追殺現場臨近陸軍一級上將何應欽位於牯嶺街的住宅，引起臺灣當局重視，因而被媒體大幅報導「竹聯幫瘋狂殺人」，楊劍平與多位竹聯幫成員也因此遭逮補入獄。
1968年，「旱鴨子」陳啟禮在中山區「香港西餐廳」擊退牛埔幫一戰成名，從此成為了竹聯幫的代名詞。並在同年間竹聯幫在陽明山召開組織會議，陳啟禮被推舉擔任總堂主，竹聯幫逐步進入了「旱鴨子」陳啟禮時代。並且約莫在1970年至1980年間，「楊站長」楊劍平淡出竹聯幫，也因早年的事蹟而被譽為是竹聯幫傳奇性的代表人物之一。
2019年7月仙逝於臺北市，同月28日舉辦告別式，竹聯幫幫主「么么」黃少岑， 「白狼」張安樂與竹聯幫等重量級大老、成員皆前往悼念致意。

## 軼聞
楊劍平並非中和幫時期以及竹聯幫初創時期的成員，在1957年趙寧聚眾成立竹林聯盟後，才邀請楊劍平加入，幫內輩份上楊劍平與陳啟禮是同輩份，楊劍平與陳啟禮同是在1962年趁勢打擊四海幫時崛起，因此在現代媒體報導及創作上，兩人被並稱為「竹聯雙雄」。
曾於1963年間考取中華民國陸軍突擊幹部訓練班，生涯規劃加入中華民國國軍成為軍人。但因為主導1965年的「瘋狂殺人事件」，而導致入獄從此改變命運。時任南警部司令少將的父親，也因為此事受到牽連，原晉升中將的資格被拔取，從此再無升遷機會。
竹聯幫在1968年召開重編組織的重要會議，據悉是由楊劍平力薦由「白狼」張安樂主持會議，使得「白狼」張安樂站上舞台進入竹聯幫核心，同時也是「旱鴨子」陳啟禮受推舉擔任總堂主的重要推手。